# Nicholas Bishop
Nicholas "Nic" Bishop (Swindon, Inglaterra; 19 de septiembre de 1973) es un actor anglo-australiano,  conocido principalmente por haber interpretado a Peter Baker en la serie australiana Home and Away y a Peter Dunlop en Body of Proof.

## Biografía
Es hijo de una artista y de un coronel del ejército y diplomático. Tiene un hermano mayor que está en la armada. Nicholas nació en Inglaterra pero se mudó con sus padres a Canberra, Australia, cuando apenas tenía 6 meses de edad.
En 1996, se graduó en interpretaciónn en la prestigiosa escuela de teatro National Institute of Dramatic Art NIDA. Desde 1997 actúa regularmente como profesor de teatro en el instituto.
Nicholas es pareja de Claire Smith, una chef, con la que tiene dos hijos, Ava Lilly y Harrison.

## Carrera
En 2004, se unió al elenco de la aclamada serie australiana Home and Away donde interpretó al detective Peter Baker, hasta el 2007 después de que su personaje decidiera irse de la bahía con su esposa Amanda Vale y el hijo de esta Ryan Baker.
En el 2009 apareció en los últimos episodios de la última temporada de la serie Mcleod's Daughters donde interpretó al veterinario Russ Connors, el nuevo interés romántico de Stieve Hall (Simmone Jade Mackinnon).
En el 2010 interpretó al exdetective Price Whatley en la serie Past Life junto a la actriz Kelli Giddish, sin embargo la serie fue cancelada debido al bajo índice de audiencia y solo se transmitieron siete episodios de la primera temporada. 
En el 2011, se unió al elenco del nuevo drama médico Body of Proof donde interpretó al oficial Peter Dunlop, hasta el final de la segunda temporada luego de que su personaje muriera luego de ser acuchillado por un delincuente durante una operación. Ese mismo año apareció como invitado en un episodio de la serie Necessary Roughness.
En el 2012 apareció en la serie The Glades donde dio vida a Eddie Weston.
En el 2013 apareció como invitado en las populares series norteamericanas CSI: Crime Scene Investigation donde interpretó a Tom Scola y en NCIS: Los Angeles donde apareció como David Inman.

## Filmografía
Series de televisión
| Año         | Título                         | Personaje               | Notas                            |
| ----------- | ------------------------------ | ----------------------- | -------------------------------- |
| 2014        | Fat Tony & Co                  | Det. Paul Dale          | 5 episodios                      |
| 2013        | CSI: Crime Scene Investigation | Tom Scola               | episodio "In Vino Veritas"       |
| 2013        | NCIS: Los Angeles              | David Inman             | episodio "Kill House"            |
| 2013        | Hot in Cleveland               | Liam                    | episodio "Extras"                |
| 2013        | Backstrom                      | Gene Visser             | episodio "Dragon Slayer"         |
| 2012        | The Glades                     | Eddie Weston            | episodio "Endless Summer"        |
| 2011 - 2012 | Body of Proof                  | Peter Dunlop            | 29 episodios                     |
| 2011        | Necessary Roughness            | Griffin Page            | episodio "Anchor Management"     |
| 2010        | Past Life                      | Price Whatley           | 9 episodios                      |
| 2009        | Mcleod's Daughters             | Russ Connors            | 2 episodios                      |
| 2004 - 2007 | Home and Away                  | Peter Baker             | 167 episodios                    |
| 2007        | Hustle                         | Plummy                  | episodio "Signing Up to Wealth"  |
| 2003        | White Collar Blue              | Lachlan Shaw            | 5 episodios                      |
| 2002        | All Saints                     | Nick Carroll            | episodio "All the Right Reasons" |
| 2001        | Farscape                       | Ghebb Dellos            | episodio "Incubator"             |
| 2001        | Blue Heelers                   | Nigel Kellett           | 2 episodios                      |
| 2001        | Flat Chat                      | -                       | episodio "Valentine's Day"       |
| 2000        | Above the Law                  | Matt Bridges            | 35 episodios                     |
| 1999        | Murder Call                    | Marshall Bowdon         | episodio "Cut & Dried"           |
| 1999        | Water Rats                     | Shane Bookman           | episodio "Quad Squad"            |
| 1998        | Wildside                       | Det. Con. Graham Hawley | episodio # 1.8                   |

Películas
| Año  | Título                     | Personaje         | Notas                                                                                                 |
| ---- | -------------------------- | ----------------- | --- |
| 2023 | Jesus Revolution           | Dick              | junto a Joel Courtney, Jonathan Roumie, Kimberly Williams-Paisley, Anna Grace Barlow & Kelsey Grammer |
| 2015 | Woodlawn                   | Tandy Gerelds     | junto a Sean Astin & Jon Voight                                                                       |
| 2013 | Stay Then Go               | Dick Baird        | junto a Janel Moloney, Matt Kane & Sari Lennick                                                       |
| 2010 | The Land of the Astronauts | Thomas Bower      | junto a David Arquette & Bijou Phillips                                                               |
| 2008 | Punishment                 | Jonah Walton      | junto a Roxane Wilson, Scott McRae & Bryan Probets                                                    |
| 2002 | Walking on Water           | Frank             | junto a Vince Colosimo & Nathaniel Dean                                                               |
| 2000 | My Mother Frank            | Mick              | junto a Sam Neill, Rose Byrne & Matthew Newton                                                        |
| 1999 | Powderburn                 | Peter Jess        | junto a Ian Bliss & Josef Ber                                                                         |
| 1998 | Occasional Coarse Language | David Radcliffe   | - |
| 1998 | The Sugar Factory          | Mitchell Lawrence | junto a Matt Day, Anthony Hayes & John Waters                                                         |